# Delano (California)
Delano, Delano es una ciudad en el condado de Kern de California, Estados Unidos. Delano se encuentra a 31 millas (50 km) al norte-noroeste de Bakersfield a una altura de 315 pies (96 m). La población era de 81,251 en 2017, frente a 38,824 en 2000. Es la segunda ciudad más grande del condado de Kern después de Bakersfield.
La agricultura es la principal industria de Delano. El área es particularmente conocida como un centro para el cultivo de uvas de mesa. Delano también alberga dos cárceles estatales de California, la prisión estatal de North Kern y la prisión estatal de Kern Valley. La Voz de América una vez operó su mayor y más poderosa instalación de radio de onda corta fuera de Delano a 35 ° 45'15 "N 119 ° 17'7" W. Sin embargo, la Voz de América dejó de emitir en octubre de 2007, citando una misión política cambiante, presupuestos reducidos y cambios de tecnología.
Los dos distritos escolares de Delano actualmente operan ocho escuelas primarias, tres escuelas secundarias, tres escuelas preparatorias integrales y dos escuelas preparatorias alternativas. La ciudad tiene su propio departamento de policía y contratos con el Departamento de Bomberos del Condado de Kern para los servicios de bomberos, los servicios EMS son proporcionados de manera privada por la compañía local, Delano Ambulance Service.
Delano es conocido por ser el lugar donde Wallace de los BGA mato a Montana Segura líder de La Onda

## Historia
Delano se fundó el 14 de julio de 1869 como una ciudad ferroviaria, no porque el ferrocarril pasara por la ciudad, sino porque el ferrocarril que bajaba desde San Francisco y por la parte norte terminaba en Delano. El nombre fue dado oficialmente por Southern Pacific Railroad en honor a Columbus Delano, en ese momento el Secretario del Interior de los Estados Unidos. La primera oficina de correos se abrió en 1874. Delano se incorporó en 1913. 
La ciudad, naturalmente, comenzó prosperando. Con Delano al final del ferrocarril al sur, se convirtió en la sede de cientos de obreros que estaban construyendo el ferrocarril hacia la ciudad, y quienes, finalmente, al año siguiente terminaron de construir el ferrocarril hasta Bakersfield. Mientras tanto, toda la mercancía que anteriormente se transportaba en camión desde Visalia a Bakersfield y de allí a Walker Pass, o tal vez Tejón Pass, en ruta a Los Ángeles, que ahora venía desde el sur, este y oeste, también fue transportada por buey o equipos de mulas. Grandes cantidades de lingotes fueron entregados aquí desde las minas en las montañas. Delano se convirtió en el extremo norte de las etapas de pasajeros que se extendían hacia el sur hasta Bakersfield y Los Ángeles. La tarifa de Bakersfield a Delano era de $ 7.00 por viaje.
Delano era un centro importante de esfuerzos de organización de trabajadores agrícolas y la política del movimiento chicano. Los inmigrantes filipinos Philip Vera Cruz y Larry Dúlay Itliong jugaron un papel decisivo en la dirección del movimiento de los trabajadores agrícolas en la década de 1950.
El 8 de septiembre de 1965, Larry Itliong y otros líderes filipinos lideraron el Comité Organizador de Trabajadores Agrícolas (AWOC) predominantemente filipinos en una "caminata" desde las granjas de uva de mesa, ahora conocida como la huelga de la uva Delano. El objetivo de los huelguistas era mejorar los salarios y las condiciones de trabajo de los trabajadores agrícolas. La Asociación Nacional de Trabajadores Agrícolas (NFWA), un sindicato mayoritariamente hispano dirigido por César Chávez, se unió a la huelga en una semana. Durante la huelga, los dos grupos se unieron y formaron la United Farm Workers of America (UFW). En 1970, el UFW ganó un contrato con los principales productores de uva de California.

## Economía
Los principales empleadores agrícolas en Delano incluyen Wonderful Citrus, Columbine Vineyards, Munger Farms, Lucich Farms y Hronis. Otros empleadores importantes incluyen Delano Regional Medical Center, Walmart, Vallarta Supermarkets, Delano Joint Union High School District, Delano Union Elementary School District, Sears, Kmart, y North Kern-South Tulare Hospital District

## Geografía
Delano se encuentra ubicada en las coordenadas 35°46′08″N 119°14′49″O / 35.76889, -119.24694. Según la Oficina del Censo, la ciudad tiene un área total de 26,3 km² (10,2 mi²), de la cual 26,2 km² (10,1 mi²) es tierra y 0,2 km² (0,1 mi²) (0.49%) es agua.
Según la Oficina del Censo de los Estados Unidos, la ciudad tiene una superficie total de 14.4 millas cuadradas (37 km²); más del 99% de los cuales es tierra.

## Clima
El clima de Delano es típico del Valle de San Joaquín. Se encuentra dentro de una zona climática desértica con características mediterráneas. La ciudad recibe 7.51 pulgadas (191 mm) de lluvia anualmente, principalmente en el invierno. El clima es cálido y seco durante el verano y frío y húmedo en invierno. La niebla de tierra de invierno frecuente conocida regionalmente como niebla de tule puede oscurecer la visión. Las temperaturas de registro oscilan entre 115 °F (46 °C) (2006) y 14 °F (-10 °C) (1990).

## Demografía
El censo de los Estados Unidos de 2010 informó que Delano tenía una población de 53 041. La densidad de población era 3694.9 personas por milla cuadrada (1426.6 / km²). La composición racial de Delano es la siguiente: 19 304 blancos (36.4%), 4 191 afroamericanos (7.9%), 501 amerindios (0.9%), 6 757 asiáticos (12.7 %), 30 originarios de las Islas del Pacífico (0.1 %), 20 307 personas de otras razas (38.3 %), y 1951 de dos o más razas (3.7 %). Los hispanos de cualquier raza eran 37 913 personas (71.5 %).
El censo reportó que 42 144 personas (79.5 % de la población) vivían en hogares, 178 (0.3 %) vivían en barrios grupales no institucionalizados, y 10 719 (20.2 %) estaban institucionalizados.
Había 10 260 hogares, de los cuales 6 535 (63.7%) tenían niños menores de 18 años viviendo en ellos, 5 968 (58.2%) estaban formados por parejas casadas del sexo opuesto juntas, 2 089 (20.4%) tenían una mujer como cabeza de familia sin marido presente, 894 (8.7%) tenían un cabeza de familia masculino sin esposa presente. Había 833 (8,1%) parejas de sexo opuesto no casadas y 61 (0,6%) parejas o parejas casadas del mismo sexo. 990 hogares (9.6%) estaban formados por un solo individuo y 424 (4.1%) tenían a alguien que vivía solo y que tenía 65 años de edad o más. El tamaño promedio de la familia era de 4.11 miembros. Había 8.951 familias (el 87.2% de todos los hogares); el tamaño promedio de la familia era 4.31.
Por edades, 15 089 personas eran menores de 18 años (28,4%), 7 813 personas tenían entre 18 y 24 años (14.7%), 17 248 personas eran personas de entre 25 y 44 años (32,5%), 9 644 personas estaban entre los 45 y los 64 años (18.2%), y 3 247 personas tenían 65 años o más (6.1%). La edad media era de 28.5 años. Por cada 100 mujeres había 149.1 hombres. Por cada 100 mujeres mayores de 18 años, había 172.3 hombres.
Había 10 713 unidades de vivienda con una densidad media de 746.3 por milla cuadrada (288.1 / km²), de los cuales 5.764 (56.2%) estaban ocupados por sus propietarios, y 4.496 (43.8%) estaban ocupados por inquilinos. La tasa de vacantes del propietario fue 1.6%; la tasa de desocupación de alquiler fue del 3.5%. 24 363 personas (45.9% de la población) vivían en unidades de vivienda ocupadas por sus propietarios y 17 781 personas (33.5%) vivían en unidades de alquiler de viviendas.
En el censo de 2000, había 38 824 personas, 8 409 hogares y 7 248 familias residiendo en la ciudad. La densidad de población era de 3 842.1 habitantes por milla cuadrada (1,484.2 / km²). Había 8 830 unidades de vivienda en una densidad media de 873.8 por milla cuadrada (337.6 / km ²). La composición racial de la ciudad era la siguiente: 26.16%, blancos; 5.45%, negros o afroamericanos; 0.91%, nativos americanos; 15.8% asiáticos (principalmente, filipinos); 0.06%, originarios de las islas del Pacífico; el 47.07% se correspondían con otras razas, y el 4.47% con dos o más razas. El 68.47% de la población eran hispanos de cualquier raza. Había 8.409 hogares de los cuales el 56.3% tenían niños bajo la edad de 18 que vivían con ellos, el 60.3% eran parejas casadas viviendo juntos, el 18.4% tenían un cabeza de familia femenino sin presencia del marido, y el 13.8% eran no-familias. El 10.8% de todas las casas estaban formadas por individuos y el 5.4% tenían a alguien viviendo solo que tenía 65 años o más. El tamaño promedio de la familia era de 4.02 miembros y el tamaño promedio de la familia era de 4.27. Por edades, el 32.5% eran menores de 18 años; el 12.4% tenían entre 18 y 24; el 32.7%, de 25 a 44; el 14.9%, de 45 a 64; y el 7.5% tenían 65 años o más. La mediana de edad era de 28 años. Para cada 100 mujeres había 129.9 varones. Por cada 100 mujeres de 18 años en adelante, había 143.1 hombres.
Población histórica:
- 1920: 805 habitantes.
- 1930: 2 632 habitantes (+227,0%).
- 1940: 4 573 habitantes (+73,7%).
- 1950: 8 717 habitantes (+90,6%).
- 1960: 11 913 habitantes (+36,7%).
- 1970: 14 559 habitantes (+22,2%).
- 1980: 16 491 habitantes (+13.3%).
- 1990: 22 762 habitantes (+38,0%).
- 2000: 38 824 habitantes (+70.6%).
- 2010: 53 041 habitantes (+36,6%).
- Estimación de 2016: 52 707 habitantes (-0,6%).

La renta media para una casa en la ciudad era $ 28 143, y la renta media para una familia era $ 29 026. Los hombres tenían un ingreso medio de $ 38 511 frente a $ 21 509 para las mujeres. El ingreso per cápita de la ciudad fue de $ 11 068. Aproximadamente el 25.7% de familias y el 28.2% de la población estaban por debajo del umbral de la pobreza. El 35.3% de los menores de edad y el 20.7% de los mayores de 65 años vivían por debajo del umbral de pobreza.

## Educación
La ciudad de Delano tiene el Distrito Escolar de Delano Union (DUSD), que opera ocho escuelas primarias y tres secundarias. Además, el Distrito de Escuelas Preparatorias Delano Joint Union (DJUHSD) gestiona tres escuelas secundarias integrales, una escuela secundaria de continuación, y un centro de educación para adultos.
Escuelas primarias:
- Escuela primaria de Albany Park
- Academia de Ciencias y Matemáticas Del Vista
- Escuela Primaria Fremont
- Harvest Elementary School
- Escuela primaria de Morningside
- Nueva Vista Language Academy
- Escuela Pioneer
- Escuela Primaria Princeton Street
- Escuela primaria de Terrace

Escuelas Secundarias:
- Almond Tree Middle School
- Cecil Avenue Academia de Matemáticas y Ciencias
- La Vina Middle School

Preparatorias:
- Delano High School
- Escuela Secundaria Cesar E. Chavez
- Escuela Secundaria Robert F. Kennedy
- Valley High School

Escuelas privadas:
- Sequoia Christian Academy
- Paramount Bard Academy

## Colegio
Bakersfield College, un colegio comunitario, sirve a la comunidad de Delano y las comunidades rurales de los condados de Northern Kern y Southern Tulare con un campus satélite en el Delano Center, aproximadamente a 35 millas al norte de Bakersfield, California. 

## Servicios de autobús
El área de tránsito rápido de Delano (DART) proporciona servicio de autobús de ruta fija en cuatro rutas y servicio de transporte público sensible (Dial-A-Ride) a los ciudadanos de Delano y ciudadanos que residen dentro del área inmediata del condado que rodea la ciudad dentro de los límites del estado Ruta 43 hacia el oeste, County Line Road hacia el norte, Pond Road hacia el sur, y Kyte Avenue hacia el este. 

## Aeropuerto
El aeropuerto municipal de Delano es un aeródromo no controlado que ofrece una pista de 5.651 pies y servicios de aviación ligera, y está abierto al público. No hay un servicio de línea aérea programado en el aeropuerto. El aeropuerto sirve a una variedad de otros usuarios importantes. Muchos militares, vuelos charter, ambulancias aéreas y otros servicios de vuelo operan regularmente desde el aeropuerto. 

## Taxi
Varios servicios de taxi privados están disponibles en toda la ciudad de Delano. 

## Eventos
En la ciudad de Delano se organizan numerosos eventos:
- La Fiesta del Cinco de Mayo celebra la cultura mexicana con entretenimiento en vivo y con un carnaval en el Parque Memorial. Estas celebraciones de cuatro días conmemoran la fiesta mexicana del Cinco de Mayo.
- El festival filipino dura un fin de semana entero y se esfuerza por celebrar la cultura filipina a través de las artes escénicas y las actividades culturales. El festival tiene como objetivo preservar el rico arte y la historia de Filipinas. Durante el festival se come carne de cerdo en adobo, se organiza un gran desfile, hay fiestas del barrio, un torneo de baloncesto, entretenimiento cultural, presentaciones en vivo, un concurso de baile y canto, bingo...
- La Fiesta de la Cosecha del 16 de septiembre. Se festeja con un torneo de golf, un torneo de sóftbol y una carrera de diez kilómetros. Además, la ciudad de Delano, junto con el Distrito Escolar Primario Delano Union, es anfitriona del Desfile Kiddie de Harvest Holidays, que les permite a los jóvenes ser las estrellas por un día mientras saludan a la multitud en Main Street. La barbacoa Grand Marshal y Queen se celebra el sábado después del desfile de niños. El evento de cuatro días termina con juegos mecánicos, juegos, comida y música en el Parque Memorial.
- El desfile de Navidad.

## Recreación
En el cercano Bosque Nacional Sequoya puede encontrarse una gran cantidad de secoyas gigantes, impresionantes monolitos de granito, pintorescos cañones y prados. La Reserva Estatal Tule Elk brinda protección al alce Tule, que en el pasado estaba en peligro de extinguirse. El lago Woollomes es un lugar popular. El Refugio Nacional de Vida Silvestre Kern está cerca. El área de esquí Shirley Meadows, ubicada en Green Horn Mountain, ofrece oportunidades de esquí. El cercano río Kern y el lago Isabella son muy populares durante el verano. 

## Parques comunitarios
La ciudad de Delano tiene doce parques para que disfruten familias y niños. 
- Parque Albany
- Parque de la Cecil
- Parque Cesar Chavez
- Parque Delano Soccer park
- Parque Delano Skate Park
- Parque Jefferson
- Parque Kalibo
- Parque de Morningside
- Parque Martin Luther King Jr.
- Parque Veneto
- Parque Heritage Park
- Parque memorial

## Gente notable
- Cesar E. Chavez, activista
- Larry Itliong, activista
- Harold H. Kelley, Profesor de Psicología de UCLA
- Leamon King, corredor olímpico
- Dack Rambo, actor
- Lon Spurrier, corredor olímpico
- Luis Valdez, director de cine, conocido por La Bamba
- Benita Valente, cantante clásica (soprano)

## Ciudades hermanas
Delano tiene cuatro ciudades hermanas, según lo designado por Sister Cities International: 
- Arida, Japón
- Asti, Italia
- Jacona, Michoacán, México
- Kalibo, Filipinas.